# 豊川市立一宮南部小学校
豊川市立一宮南部小学校（とよかわしりつ いちのみやなんぶしょうがっこう）は、愛知県豊川市豊津町にある公立小学校。

## 概要
- 校区は松原町、豊津町、橋尾町、金沢町、一宮町（上新切の一部、大池の一部）であり、公立中学校に進む場合は豊川市立一宮中学校に進学する[2]。
- 旧・宝飯郡一宮町の小学校であり、校区は旧・宝飯郡一宮町の南部（旧・八名郡大和村、金沢村）にほぼ該当する。

## 沿革
- 1976年（昭和51年）4月1日 - 一宮町立金沢小学校と一宮町立大和小学校を統合し、一宮町立一宮南部小学校として開校。
- 1977年（昭和52年）7月 - 旧・金沢小学校と旧・大和小学校の二宮金次郎像を移設する。
- 1982年（昭和57年） - 屋内運動場が完成する。
- 1988年（昭和63年） - 校舎を増築する。
- 2006年（平成18年）2月1日 - 一宮町が豊川市に編入される。同時に豊川市立一宮南部小学校に改称する。

### 一宮町立金沢小学校
旧・八名郡金沢村の小学校であり、現在の豊川市金沢町金山3-1に存在した。跡地は豊川市立金沢保育園となっている。
- 1872年（明治5年） - 御園村に小学御園校として開校。
- 1874年（明治7年） - 小学養父学校に改称する。
- 1877年（明治10年） - 金沢学校に改称する。
- 1878年（明治11年）12月28日 - 御園村、養父村が合併し、金沢村が発足。
- 1887年（明治20年） - 賀茂尋常小学校に改称する。
- 1892年（明治25年） - 金沢尋常小学校に改称する。
- 1941年（昭和16年）4月1日 - 金沢国民学校に改称する。
- 1947年（昭和22年）4月1日 - 金沢村立金沢小学校に改称する。
- 1951年（昭和26年）4月1日 - 賀茂村と金沢村が合併し、双和村が発足する。同時に双和村立金沢小学校に改称する。
- 1955年（昭和30年）4月1日 - 双和村が分割され、大字金沢が宝飯郡一宮村に編入される。同時に一宮村立金沢小学校に改称する。
- 1961年（昭和36年）4月1日 - 町制施行で宝飯郡一宮町となる。同時に一宮町立金沢小学校に改称する。
- 1976年（昭和51年）3月31日 - 廃校。

### 一宮町立大和小学校
旧・八名郡大和村の小学校であり、現在の豊川市豊津町割田50に存在した。跡地は豊川市立大和保育園、大和公民館となっている。
- 1872年（明治5年） - 日下部村に日下部学校として開校。
- 1878年（明治11年）12月28日 - 中島村、日下部村、井之島村、橋尾村が合併し、豊津村となる。同時に豊津学校に改称する。
- 1882年（明治15年）6月 - 旧・橋尾村の地域が分立し、橋尾村となる。
- 1892年（明治25年） - 豊津尋常小学校に改称する。
- 1920年（大正9年）8月1日 - 豊津村と橋尾村が合併し、大和村が発足する。同時に大和尋常高等小学校に改称する。
- 1941年（昭和16年）4月1日 - 大和国民学校に改称する。
- 1947年（昭和22年）4月1日 - 学制改革で国民学校高等科を閉科し[注釈 1]、大和村立大和小学校に改称する。
- 1954年（昭和29年）4月1日 - 大和村が一宮村に編入される。同時に一宮村立大和小学校に改称する。
- 1961年（昭和36年）4月1日 - 町制施行で宝飯郡一宮町となる。同時に一宮町立大和小学校に改称する。
- 1976年（昭和51年）3月31日 - 廃校。

## 著名な出身者
- 城所龍磨 - 元プロ野球選手、プロ野球コーチ
- 渡辺いっけい - 俳優（旧・大和小学校卒業[3][4]）

## 交通アクセス
- JR東海飯田線長山駅下車、徒歩約35分。
- JR東海飯田線三河一宮駅下車、徒歩約45分。
- 豊川市コミュニティバス一宮地区（本宮線のんほい号）「豊津神社前」より徒歩約8分。

## 周辺施設
- 豊川市立一宮中学校
- 豊川市役所一宮支所
- 豊川市立大和保育園
- 豊川市立金沢保育園
- 東三河高等技術専門校